# Poko (film)
Pour les articles homonymes, voir Poko (homonymie).
Pour plus de détails, voir Fiche technique et Distribution.
Poko est un court-métrage burkinabè de 1981 réalisé par Idrissa Ouedraogo. Le film reçut le prix du meilleur court-métrage au FESPACO de la même année.

## Synopsis
Dans un village, Koudougou et Poko, un jeune couple, attendent la naissance de leur premier enfant. Malheureusement la grossesse ne se passe pas bien pour Poko. L'accoucheuse du village l'ausculte mais ne peut rien pour elle. Le conseil du village se réunit et il est décidé d'emmener Poko en ville pour la soigner. Koudougou et quelques villageois partent en emmenant Poko sur une charrette. Malheureusement le voyage est trop long pour la jeune femme qui décède en route. Effondré, Koudougou lui ferme les yeux, la charrette fait demi-tour et le groupe repart au village où chacun retourne à ses occupations. La vie continue.

## Fiche technique
- Titre : Poko
- Réalisation : Idrissa Ouedraogo
- Scénario : Idrissa Ouedraogo
- Photo : Sékou Ouedraogo
- Montage : Idrissa Ouedraogo, Sékou Ouedraogo
- Musique : les violonistes du Larle Naba
- Producteur : Idrissa Ouedraogo
- Société de production : Les Films de l'Avenir
- Distribution : P.O.M Films
- Pays d’origine : Burkina Faso
- Langue : mooré
- Format : couleur - 1.66:1
- Genre : Film dramatique
- Durée : 22 minutes
- Date de sortie : 1981

## Le film
Bien que le film soit une fiction, il possède un style très documentaire ; et si ce n'est le générique en début qui nous renseigne, on ne peut savoir si l'on assiste à un véritable drame ou non. Il n'y a pratiquement pas de dialogue, Idrissa Ouedraogo laisse vivre ses personnes/personnages dans leur quotidien. À la manière du cinéma-vérité, on découvre la vie dans le village, les travaux des champs, la fabrication des briques, le filage du coton, le pilage du mil ou encore le conseil du village. Les violonistes du Larle Naaba accompagnent de leur instrument et de leur voix le film mais c'est surtout les sons du quotidien qui rythment l'œuvre. Peu de paroles, Idrissa Ouedraogo souhaite en effet être compris du plus grand nombre dans un pays où 42 langues sont parlées et où peu de personnes savent lire. Ce style, on le retrouve notamment dans ses films suivants : Écuelles (les) et Issa le tisserand.

## Remarques
À l'instar de ses protagonistes, Poko est le premier « enfant » d'Idrissa Ouedraogo. Il s'agit de son film de fin d'étude à l'Inafec (institut africain de formation et d'études cinématographique) en 1981 après trois années d'études.

Le film a été tourné dans le village de Toudoubweogo avec la participation de ses habitants.

Poko met en scène la dureté de la vie dans les villages et la fatalité de ses habitants face à l'isolement et le manque d'accès aux soins primordiaux. Le village semble loin de tout et de tout le monde ce qui sera fatal à Poko. Le film termine comme il débute : chacun vaque à ses occupations, le drame est passé, la vie reprend ses droits.

## Récompenses
- Prix du meilleur court-métrage au FESPACO
- Prix de la Critique Internationale
- Mention Spéciale de l’Institut culturel africain (ICA)